# Hallsville (Misuri)
Hallsville es una ciudad ubicada en el condado de Boone en el estado estadounidense de Misuri. En el Censo de 2010 tenía una población de 1491 habitantes y una densidad poblacional de 433,82 personas por km².

## Geografía
Hallsville se encuentra ubicada en las coordenadas 39°7′7″N 92°13′35″O / 39.11861, -92.22639. Según la Oficina del Censo de los Estados Unidos, Hallsville tiene una superficie total de 3.44 km², de la cual 3.44 km² corresponden a tierra firme y (0%) 0 km² es agua.

## Demografía
Según el censo de 2010, había 1491 personas residiendo en Hallsville. La densidad de población era de 433,82 hab./km². De los 1491 habitantes, Hallsville estaba compuesto por el 96.85% blancos, el 0.87% eran afroamericanos, el 0.13% eran amerindios, el 0% eran asiáticos, el 0.07% eran isleños del Pacífico, el 0.4% eran de otras razas y el 1.68% pertenecían a dos o más razas. Del total de la población el 1.61% eran hispanos o latinos de cualquier raza.